# Ernst Gossweiler
Ernst Daniel Gossweiler (18 dicembre 1888 – 2 febbraio 1951) è stato un calciatore svizzero, di ruolo centrocampista di fascia destra.
Il suo cognome è anche riportato come Gosweiller oppure Gasweiller.
Per distinguerlo dai fratelli Rudolf e Karl Hans  è noto come Gossweiler III.

## Carriera
Calciatore svizzero, militò nel club elvetico Basilea di massima serie nella stagione 1908-1909, ottenendo il sesto posto nel girone est.
La stagione seguente Gossweiler si trasferì in Italia, per militare nel Genoa. Con i genovesi ottenne il quarto posto della classifica finale della massima serie.
Ritornato l'anno successivo al Basilea, sempre militante in massima categoria svizzera girone centro, con cui raggiunse il terzo posto nella stagione 1910-1911 ed il quinto in quella seguente.
Nel 1914 torna in Italia per giocare a Saronno, sodalizio di seconda serie, con cui raggiunge il quinto posto del girone finale della Lombardia nella Promozione 1914-1915.